# Lixophaga unicolor
Lixophaga unicolor là một loài ruồi trong họ Tachinidae.